# Tupanvirus
Tupanvirus — рід дволанцюгових ДНК-вмісних вірусів родини Mimiviridae. Описаний у лютому 2018 року бразильсько-французькою командою мікробіологів. Рід включає два види гігантських вірусів: Tupanvirus deep ocean та Tupanvirus soda lake.

## Назва
Родова назва дана на честь бога грому Тупа (або Тупан) в індіанців гуарані.

## Опис
Віріон Tupanvirus  сягає до 1,2 мкм завдовжки, причому капсид за розміром (~ 450 нм) і структурою подібний до мімівіруса. Проте у Tupanvirus є циліндричний хвіст діаметром ~ 550 нм×450 нм, який прикріплений до основи капсида. Геном містить близько 1,5 млн пар основ дволанцюгової ДНК, що кодують 1276—1425 білків.
Tupanvirus паразитує на амебах, зокрема у лабораторних умовах розвивався у Acanthamoeba castellanii та Vermamoeba vermiformis.

## Життєвий цикл
На відміну від більшості гігантських вірусів, Tupanvirus успішно розмножується в амебах двох видів: Acanthamoeba castellanii і Vermamoeba vermiformis. Вірус проникає в клітину, прикріплений до її мембрані, і потрапляє всередину клітини в ході фагоцитозу (1 година після зараження). Мембрана, що знаходиться під капсидом, зливається з мембраною фагосоми, і геном вірусу виходить в цитоплазму (2-6 годин після зараження). Після цього утворюється вірусна фабрика, в якій відбувається збірка нових вірусних частинок, причому хвіст прикріплюється до капсиду після того, як він буде повністю сформований (7-12 годин після зараження). Через 16-24 години після зараження цитоплазма амеби виявляється повністю заповненою вірусними частинками, і після лізису клітини вони потрапляють у зовнішнє середовище. Цитотоксичність Tupanvirus виражається в придушенні експресії рРНК і прогресивному руйнуванні ядра клітини-господаря.

## Види
- Вид Tupanvirus Soda Lake виявлений у лужному озері Nhecolândia у Пантаналі на півдні Бразилії. Це озеро є дуже соленим та має високий рівень pH.
- Tupanvirus Deep Ocean виявлений у морських осадових відкладеннях, зібраних на глибині 3000 метрів біля узбережжя Кампус-дус-Гойтаказіс в Бразилії.